# David Shields (Autor)

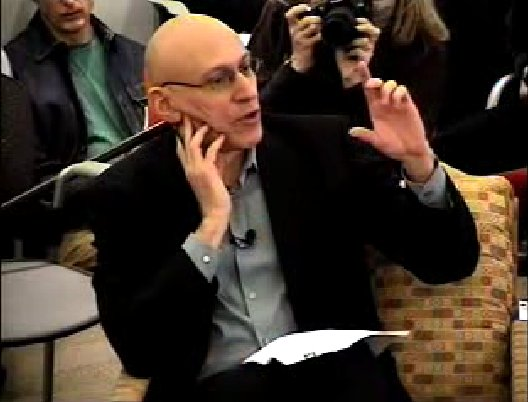
David Shields

David Shields (* 22. Juli 1956 in Los Angeles, Kalifornien, USA) ist ein amerikanischer Autor, der sowohl Sachbücher als auch Fiction und Bücher schreibt, die sich einer Einordnung widersetzen.

## Leben
1978 verließ Shields die Brown University in Providence, Rhode Island mit einem Abschluss summa cum laude in Englischer Literatur. 1980 schloss er die University of Iowa mit einem Master of Fine Arts (MFA) in der Sparte Fiction ab. 1984 veröffentlichte Shields seine ersten Roman Heroes. In den Jahren 1985 bis 1988 war er Visiting Assistant Professor an der St. Lawrence University in Canton, New York.
Shields ist ein Milliman Distinguished Writer in Residence an der University of Washington in Seattle, Washington. Shields ist am Warren Wilson College in Swannaonnoa bei der Stadt Asheville in  North Carolina am MFA Writer's Program beteiligt.
Shields’ Werke sind bisher (2011) in 15 Sprachen übersetzt worden. Seine Essays und Geschichten wurden in verschiedensten Zeitschriften veröffentlicht, so zum Beispiel im New York Times Magazine, Harper’s, Yale Review, Village Voice etc. Seine Buchbesprechungen erschienen in verschiedenen Tageszeitungen.
Shields lebt mit Frau und Tochter in Seattle.

## Werke (Auswahl)
- mit Dave Hickey: War Is Beautiful: The New York Times Pictorial Guide to the Glamour of Armed Conflict. powerHouse Books, 2015, ISBN 978-1-57687-759-3.
- mit Shane Salerno: Salinger, Simon & Schuster, New York City, USA 2013, ISBN 978-1-4767-4483-4.
- How Literature Saved My Life. Knopf, New York City 2013, ISBN 978-0-307-96152-5.
- Reality Hunger. A Manifesto. Knopf, New York NY 2010, ISBN 978-0-307-27353-6 (In deutscher Sprache: Reality Hunger. Ein Manifest. Aus dem Englischen von Andreas Wirthensohn, C. H. Beck, München 2011, ISBN 978-3-406-61361-6 (E-Book: ISBN 978-3-406-61514-6)).
- The Thing about Life is that one Day you'll be dead. Knopf, New York NY 2008, ISBN 978-0-307-26804-4 (In deutscher Sprache: Das Dumme am Leben ist, dass man eines Tages tot ist. Eine Anleitung zum Glücklichsein (= Goldmann 15625). Aus dem amerikanischen Englisch von Christoph Gutknecht. Goldmann, München 2010, ISBN 978-3-442-15625-2).
- Enough About You. Adventures in Autobiography. Simon & Schuster, New York NY u. a. 2002, ISBN 0-7432-2578-3.
- Black Planet. Facing Race during an NBA Season. Crown, New York NY 1999, ISBN 0-609-60452-X.
- Remote. Knopf, New York NY 1996, ISBN 0-679-44591-9.
- Handbook for Drowning. Stories. Knopf, New York NY 1991, ISBN 0-679-40111-3.
- Dead Languages. A Novel. Knopf, New York NY 1989, ISBN 0-394-57388-9.
- Heroes. A Novel. Simon & Schuster, New York NY 1984, ISBN 0-671-52564-6.

## Auszeichnungen
- 1982 und 1991: jeweils ein Stipendium National Endowment for the Arts
- 1992: P.E.N./Revson Award
- 2000: Finalist für den PEN USA Award für Black Planet
- 2000: Finalist für den National Book Critics Circle Award
- 2005–2006: Stipendium der John Simon Guggenheim Memorial Foundation